# Sinar Waya
Sinar Waya is een bestuurslaag in het regentschap Pringsewu van de provincie Lampung, Indonesië. Sinar Waya telt 916 inwoners (volkstelling 2010).